# Bactromantis virga
Bactromantis virga es una especie de mantis de la familia Thespidae.

## Distribución geográfica
Se encuentra en Arizona, Florida, Kansas, Texas y  México.